# Liste der Naturdenkmäler in Bielefeld
Im Gebiet der Stadt Bielefeld finden sich zahlreiche Naturdenkmäler, darunter überwiegend Solitärpflanzen (meist Bäume), Baumgruppen und weitere geologische Naturdenkmale wie Findlinge, Steinbrüche, Quellen, Dünen, geologische Aufschlüsse und andere. Auch die einzige Höhle (die sogenannte Zwergenhöhle) im Bielefelder Stadtgebiet ist ein Naturdenkmal.
Alle Naturdenkmäler stehen unter besonderem Schutz und werden regelmäßig gepflegt und jährlich auf Schäden untersucht. Eine baurechtliche Schutzverordnung, die alle Bebauungspläne und Landschaftspläne im Stadtgebiet betrifft, soll zudem zum Erhalt der Denkmäler beitragen.
Als Grundlage für die Ausweisung als Naturdenkmal gilt das Landschaftsgesetz Nordrhein-Westfalen, nachdem Einzelschöpfungen, die wissenschaftlichen, naturgeschichtlichen oder landeskundlichen Wert haben, besonderen Schutz genießen.
Für die Naturdenkmäler in Bielefeld galten bis Februar 2007 die aus dem Jahre 1972 stammenden Naturdenkmalverordnungen. Am 22. Februar 2007 beschloss der Rat der Stadt Bielefeld eine Überarbeitung dieser Verordnungen, es wurden einige neue Naturdenkmäler aufgenommen. Nach der Naturdenkmalverordnung vom 16. März 2007 sind derzeit 87 Naturdenkmäler in Bielefeld im sogenannten baurechtlichen Innenbereich geschützt. Dieser Bereich umfasst die Stadtgebiete, für die ein Bebauungsplan existiert sowie die zusammenhängend bebauten Ortsteile. 2017 trat eine neue Verordnung in Kraft.
Darüber hinaus gibt es im baurechtlichen Außenbereich Naturdenkmale, die nach den drei Bielefelder Landschaftsplänen geschützt sind.

## Solitärbäume

### Baurechtlicher Innenbereich
Naturdenkmale:
| Nummer   | Baumart          | Bild       | Ort                                                        | Geschätztes Alter (2007) | Stammumfang    | Ergänzungen                                                                  |
| -------- | ---------------- | ---------- | ---------------------------------------------------------- | ------------------------ | -------------- | ---------------------------------------------------------------------------- |
| BRA-B002 | Eiche            |            | Brackwede, Marienfelder Straße 97 ⊙                        | 175 Jahre                | 330 cm         | 2007 noch Teil einer Baumgruppe: 3 Eichen. (Die anderen beiden ND BRA-B001)  |
| BRA-B003 | Eiche            |            | Brackwede, Waldbreede 16b ⊙                                | 171 Jahre                | 375 cm         |                                                                              |
| BRA-B004 | Eiche            |            | Brackwede, Winterstraße ⊙                                  | 157 Jahre                | 400 cm         |                                                                              |
| BRA-B005 | Eiche            |            | Brackwede, Zirbelstraße ⊙                                  | 140 Jahre                | 310 cm         |                                                                              |
| GAD-B012 | Eiche            |            | Gadderbaum, Maraweg 29 ⊙                                   | 137 Jahre                | 480 cm         |                                                                              |
| HEE-B016 | Eiche            |            | Heepen, Bentruperheider Weg 7 ⊙                            | 157 Jahre                | 290 bis 350 cm |                                                                              |
| HEE-B018 | Kastanie         |            | Heepen, Erich-Kästner-Straße 14 ⊙                          | 131 Jahre                | 355 cm         |                                                                              |
| HEE-B020 | Eiche            |            | Heepen, Meckauerstraße 26 ⊙                                | 105 Jahre                | 282 cm         |                                                                              |
| HEE-B021 | Eiche            |            | Heepen, Meckauerstraße 32 ⊙                                | 155 Jahre                | 312 cm         |                                                                              |
| HEE-B022 | Eiche            |            | Heepen, Meckauerstraße 34 ⊙                                | 145 Jahre                | 321 cm         |                                                                              |
| HEE-G024 | Eiche            |            | Heepen, Milser Straße 42/44 ⊙                              | 165 Jahre                | 380 cm         | gemeinsam mit 4 Findlingen ein Naturdenkmal                                  |
| HEE-B025 | Kastanie         |            | Heepen, Potsdamer Straße 190 ⊙                             | 230 Jahre                | 490 cm         |                                                                              |
| JOE-B030 | Linde            |            | Jöllenbeck, Amtstraße 20 ⊙                                 | 165 Jahre                | 330 cm         |                                                                              |
| JOE-B032 | Eiche            |            | Jöllenbeck, Gaudigstraße 10 ⊙                              | 190 Jahre                | 415 cm         |                                                                              |
| JOE-B033 | Eiche            |            | Jöllenbeck, Heidsieker Heide 28 ⊙                          | 145 Jahre                | 365 cm         |                                                                              |
| JOE-B034 | Eiche            |            | Jöllenbeck, In der Lake 5b ⊙                               | 195 Jahre                | 310 cm         |                                                                              |
| JOE-B035 | Eiche            |            | Jöllenbeck, Jöllenbecker Straße 381 ⊙                      | 195 Jahre                | 360 cm         |                                                                              |
| MIT-B037 | Rotbuche         |            | Mitte, Adenauerplatz 3 ⊙                                   | 155 Jahre                | 361 cm         |                                                                              |
| MIT-B038 | Platane          |            | Mitte, Albrecht-Delius-Weg 2 ⊙                             | 185 Jahre                | 505 cm         |                                                                              |
| MIT-B041 | Lebensbaum       |            | Mitte, Artur-Ladebeck-Straße 8 ⊙                           | 265 Jahre                | mehrstämmig    |                                                                              |
| MIT-B043 | Eiche            |            | Mitte, Bremer Straße ⊙                                     | 190 Jahre                | 390 cm         |                                                                              |
| MIT-B044 | Ungarische Eiche |            | Mitte, Detmolder Straße 32 ⊙                               | 125 Jahre                | 440 cm         |                                                                              |
| MIT-B047 | Blutbuche        |            | Mitte, Alter Friedhof, Friedrich-Verleger-Straße ⊙         | 157 Jahre                | 370 cm         | 2007 noch Baumgruppe: 2 Blutbuchen. Die andere 2019 gefällt.                 |
| MIT-B048 | Zeder            |            | Mitte, Hochstraße 10 ⊙                                     | 150 Jahre                | 375 cm         | 2017 wurde die Straße umbenannt.                                             |
| MIT-B049 | Blutbuche        | Blutbuche  | Mitte, Kreuzstraße 20 ⊙                                    | 115 Jahre                | 366 cm         |                                                                              |
| MIT-B051 | Kastanie         |            | Mitte, Kunsthallenpark ⊙                                   | 207 Jahre                | 450 cm         | 2007 noch Baumgruppe: 2 Kastanien. Die andere 2008 gefällt.                  |
| MIT-B052 | Platane          | Platane    | Mitte, Niederwall ⊙                                        | 272 Jahre                | 548 cm         |                                                                              |
| MIT-B055 | Linde            | Linde      | Mitte, Papenmarkt 10 ⊙                                     | 300 Jahre                | 389 cm         |                                                                              |
| MIT-B057 | Linde            | Linde      | Mitte, Papenmarkt 10 ⊙                                     | 366 Jahre                | 626 cm         |                                                                              |
| MIT-B058 | Tulpenbaum       | Tulpenbaum | Mitte, Nordpark ⊙                                          | 127 Jahre                | 480 cm         |                                                                              |
| MIT-B059 | Spitzahorn       |            | Mitte, Wertherstraße 7 ⊙                                   | 127 Jahre                | 380 cm         |                                                                              |
| MIT-B060 | Blutbuche        |            | Mitte, Wertherstraße 17 ⊙                                  | 157 Jahre                | 490 cm         |                                                                              |
| MIT-B061 | Silberahorn      |            | Mitte, Wertherstraße, Bürgerpark ⊙                         | 157 Jahre                | 400 cm         |                                                                              |
| SCH-B062 | Eiche            |            | Schildesche, Altenbrede 4 ⊙                                | 215 Jahre                | 372 cm         |                                                                              |
| SCH-B065 | Eiche            |            | Schildesche, Im Bracksiek 26e ⊙                            | 265 Jahre                | 355 cm         |                                                                              |
| SCH-B067 | Eiche            |            | Schildesche, Morgenbreede 45 ⊙                             | 265 Jahre                | 400 cm         |                                                                              |
| SCH-B070 | Linde            |            | Schildesche, Pfälzer Straße 71 ⊙                           | 155 Jahre                | 319 cm         |                                                                              |
| SCH-B071 | Linde            |            | Schildesche, Pfälzer Straße 71 ⊙                           | 155 Jahre                | 345 cm         |                                                                              |
| SCH-B072 | Linde            |            | Schildesche, Ringenbergstraße 12 ⊙                         | 207 Jahre                | 450 cm         |                                                                              |
| SCH-B073 | Eiche            |            | Schildesche, Schuckertstraße ⊙                             | 215 Jahre                | 330 cm         |                                                                              |
| SCH-B075 | Eiche            | Eiche      | Schildesche, Voltmannstraße 205 ⊙                          | 265 Jahre                | 452 cm         |                                                                              |
| SCH-B077 | Eiche            |            | Schildesche, Wertherstraße ⊙                               | 265 Jahre                | 396 cm         |                                                                              |
| SEN-B078 | Eiche            |            | Senne, Obelodenfeldweg 5 ⊙                                 | 207 Jahre                | 450 cm         |                                                                              |
| SST-B079 | Eiche            |            | Sennestadt, Am Beckhof 7 ⊙                                 | 310 Jahre                | 586 cm         | 2007 noch Teil eines ND Baumgruppe 2 Eichen (mit SST-B080)                   |
| SST-B080 | Eiche            |            | Sennestadt, Am Beckhof 60 ⊙                                | 175 Jahre                | 420 cm         | 2007 noch Teil eines ND Baumgruppe 2 Eichen (mit SST-B079)                   |
| SST-B082 | Eiche            | Eiche      | Sennestadt, Nagoldweg 43 ⊙                                 | 160 Jahre                | 310 cm         |                                                                              |
| STI-B084 | Linde            |            | Stieghorst, Lipper Hellweg 70 ⊙                            | 175 Jahre                | 395 cm         |                                                                              |
| ?        | Eiche            |            | Schildesche, Ditfurthstraße⊙                               | 179 Jahre                | 381 cm         | 2018 gefällt                                                                 |
| ?        | Bergahorn        |            | Dornberg, Twellbachtal                                     | 157 Jahre                | 370 cm         | 2018 gefällt                                                                 |
| ?        | Spitzahorn       | Spitzahorn | Mitte, Papenmarkt ⊙                                        | 157 Jahre                | 380 cm         | von Pilzen geschädigt; die Krone 2012 stark zurückgeschnitten, 2016 gefällt. |
| ?        | Rotbuche         |            | Mitte, Detmolder Straße                                    | 135 Jahre                | 365 cm         | vermutlich gefällt                                                           |
| JOE-B092 | Blutbuche        |            | Jöllenbeck, Spenger Str. 18 ⊙                              | 107 Jahre                | 360 cm         |                                                                              |
| MIT-B093 | Blutbuche        |            | Schildesche, Morgenbreede 35 ⊙                             | 142 Jahre                | 425 cm         |                                                                              |
| MIT-B094 | Stieleiche       |            | Mitte, Herforder Straße 234 ⊙                              | 142 Jahre                | 400 cm         |                                                                              |
| MIT-B095 | Blutbuche        |            | Mitte, Humboldtstraße 43 ⊙                                 | 142 Jahre                | 360 cm         |                                                                              |
| SCH-B096 | Eiche            |            | Schildesche, Pfälzer Straße 49 ⊙                           | 142 Jahre                | 335 cm         |                                                                              |
| SCH-B098 | Blutbuche        |            | Schildesche, Hermann-Schäffer-Straße/Ecke Beckhausstraße ⊙ | 142 Jahre                | 370 cm         |                                                                              |
| DOR-B099 | Stieleiche       |            | Dornberg, Rudower Straße ⊙                                 | 140 Jahre                | 430 cm         |                                                                              |

### Baurechtlicher Außenbereich (Landschaftsplan Bielefeld-Ost)
Naturdenkmale:
| Nr.      | Baumart     | Bild                                  | Ort                                                                                             | Höhe            | Stammumfang |
| -------- | ----------- | ------------------------------------- | ----------------------------------------------------------------------------------------------- | --------------- | ----------- |
| 2.3-5    | Eiche       |                                       | ca. 150 m nordöstlich des Hauses "Großes Holz" Nr. 32                                           | ca. 16 bis 18 m |             |
| 2.3-2    | Kastanie    |                                       | westlich des Hauses "Herforder Straße" Nr. 656                                                  | ca. 16 bis 18 m |             |
| 2.3-7    | Eiche       |                                       | ca. 70 m nördlich des Hauses "Großes Holz" Nr. 32                                               | ca. 18 m        |             |
| 2.3-95   | Walnussbaum |                                       | am Haus "Jagdweg" Nr. 113                                                                       | 16 bis 18m      |             |
| 2.3-98   | Eiche       |                                       | nordöstlich des Hauses "Osningstraße" Nr. 254                                                   | 24 bis 26 m     |             |
| 2.3-19   | Eiche       |                                       | ca. 40 m südlich des Hauses "Kusenweg" Nr. 191                                                  | ca. 14 bis 16 m |             |
| 2.3-65   | Eiche       |                                       | ca. 200 m nordöstlich des Hauses "Dingerdisser Straße" Nr. 97                                   | ca. 14 bis 16 m |             |
| 2.3-109  | Walnussbaum |                                       | nordwestlich des Hauses "Osningstraße" Nr. 144 a                                                | ca. 14 bis 16 m |             |
| 2.3-92   | Eiche       |                                       | südwestlich des Gebäudes "Selhausenstraße" Nr. 100 an einem kleinen Viehunterstand              | ca. 14 m        |             |
| 2.3-40   | Eiche       |                                       | ca. 150 m nordöstlich des Hauses "Salzufler Straße" Nr. 149                                     | ca. 15 m        |             |
| 2.3-18   | Eiche       |                                       | ca. 50 m südöstlich des Hauses "Kusenweg" Nr. 195                                               | ca. 16 bis 18 m |             |
| 2.3-46   | Eiche       |                                       | östlich des Hauses "Bentruperheider Weg" Nr. 55                                                 | ca. 16 bis 18 m |             |
| 2.3-59   | Eiche       |                                       | nordöstlich des Hauses "Bechterdisser Straße" Nr. 2 am Teichauslauf des Oldentruper Baches      | ca. 16 bis 18 m |             |
| 2.3-20   | Eiche       |                                       | ca. 40 m südöstlich des Hauses "Kusenweg" Nr. 191                                               | ca. 16 bis 18 m |             |
| 2.3-25   | Eiche       |                                       | am Haus "Deelenweg" Nr. 7                                                                       | ca. 16 bis 18 m |             |
| 2.3-79   | Eiche       |                                       | nordwestlich des Hauses "Detmolder Straße" Nr. 727                                              | ca. 16 m        |             |
| 2.3-64   | Esche       |                                       | ca. 150 m westlich des Hauses "Bechterdisser Straße" Nr. 190                                    | ca. 16 m        |             |
| 2.3-51   | Eiche       |                                       | an der Hofzufahrt des Hauses "Bechterdisser Straße" Nr. 108                                     | ca. 18 bis 20 m |             |
| 2.3-106  | Eiche       |                                       | ca. 30 m nordwestlich des Hauses "Am Schiffberge" Nr. 49 an einer Scheune                       | ca. 18 bis 20 m |             |
| 2.3-85   | Eiche       | Eiche, östlich Oerlinghauser Str. 120 | östlich des Hauses "Oerlinghauser Straße" Nr. 120                                               | ca. 18 bis 20 m |             |
| 2.3-101  | Eiche       |                                       | nordwestlich der Gebäude "Am Siebrassenhof" Nr. 41 a                                            | ca. 18 bis 20 m |             |
| 2.3-107  | Eiche       |                                       | südwestlich des Hauses "Osningstraße" Nr. 150 c am Hubertusweg                                  | ca. 18 bis 20 m |             |
| 2.3-29   | Robinie     |                                       | südöstlich des Hauses "Schelpmilser Weg" Nr. 22                                                 | ca. 18 bis 20 m |             |
| 2.3-105  | Eiche       |                                       | ca. 75 m nordwestlich des Gebäudes "Am Schiffberge" Nr. 49                                      | ca. 20 bis 22 m |             |
| 2.3-12   | Eiche       |                                       | westlich des Hauses "Großes Holz" Nr. 18                                                        | ca. 22 bis 24 m |             |
| 2.3-66   | Erle        |                                       | ca. 450 m nordwestlich des Hauses "Dingerdisser Straße" Nr. 159                                 | ca. 8 bis 10 m  |             |
| 2.3-9    | Eiche       |                                       | ca. 250 m nordwestlich des Hauses "Großes Holz" Nr. 32                                          | ca. 12 bis 14 m | 1,80 m      |
| 2.3-26   | Eiche       |                                       | ca. 200 m südöstlich des Hauses "Schelpmilser Weg" Nr. 22 am östlichen Lutterufer               | ca. 12 bis 14 m | 2,15 m      |
| 2.3-8    | Eiche       |                                       | ca. 225 m nordwestlich des Hauses "Großes Holz" Nr. 32                                          | ca. 12 bis 14 m | 2,20 m      |
| 2.3-82   | Eiche       |                                       | ca. 320 m nordwestlich des Gebäudes "Gräfinghagener Straße" Nr. 85                              | ca. 12 bis 14 m | 2,25 m      |
| 2.3-44   | Eiche       |                                       | ca. 375 m südlich der Straßenquerung "Brönninghauser Bach/Salzufler Straße"                     | 12 bis 14 m     | 2,40 m      |
| 2.3-34   | Eiche       |                                       | ca. 350 m südöstlich des Gebäudes "Am Homersen" Nr. 35 im freien Feld                           | ca. 12 bis 14 m | 2,50 m      |
| 2.3-28   | Eiche       |                                       | ca. 100 m östlich des Hauses "Schelpmilser Weg" Nr. 22 am östlichen Lutterufer                  | ca. 16 bis 18 m | 2,70 m      |
| 2.3-11   | Eiche       |                                       | ca. 225 m nördlich des Hauses "Großes Holz" Nr. 22 an einem Viehunterstand                      | ca. 14 bis 16 m | 2,70 m      |
| 2.3-6    | Eiche       |                                       | ca. 100 m nordöstlich des Hauses "Großes Holz" Nr. 32                                           | ca. 18 m        | 2,90 m      |
| 2.3-10   | Eiche       |                                       | ca. 300 m nordwestlich des Hauses "Großes Holz" Nr. 32                                          | ca. 16 m        | 3 m         |
| 2.3-60   | Linde       |                                       | westlich des Gebäudes "Friedrich-Hagemann-Straße" Nr. 60 im Baderbachtal                        | ca. 22 bis 24m  | 3 m         |
| 2.3-42   | Eiche       |                                       | ca. 250 m südlich der Straßenquerung "Brönninghauser Bach / Salzufler Straße" am Gewässer       | 18 bis 20 m     | 3,30 m      |
| 2.3-35   | Eiche       |                                       | ca. 200 m südöstlich des Gebäudes "Am Homersen" Nr. 35                                          | ca. 16 bis 18 m | 3,35 m      |
| 2.3-83   | Esche       |                                       | ca. 175 m nordöstlich des Hauses "Detmolder Straße" Nr. 714                                     | ca. 14 bis 16 m | 3,40 m      |
| 2.3-68   | Eiche       |                                       | ca. 90 m südöstlich des Hauses "Hörster Straße" Nr. 106 in einer Wiese                          | ca. 18 bis 20 m | 3,45 m      |
| 2.3-43   | Eiche       |                                       | ca. 300 m südlich der Straßenquerung "Brönninghauser Bach/Salzufler Straße"                     | ca. 14 bis 16 m | 3,50 m      |
| 2.3.-111 | Eiche       |                                       | an der Südwestseite des Gebäudes "Bodelschwinghstraße" Nr. 118                                  | ca. 22 bis 24 m | 3,65 m      |
| 2.3-74   | Eiche       |                                       | ca. 170 m nördlich des Hauses "Boelkovenstraße" Nr. 40                                          | ca. 18 bis 20 m | 3,70 m      |
| 2.3-63   | Eiche       |                                       | ca. 100 m nordwestlich des Hauses "Oldentruper Straße" Nr. 208, nördlich der Oldentruper Straße | ca. 18 bis 20 m | 3,80 m      |
| 2.3-41   | Eiche       |                                       | ca. 350 m südöstlich des Hauses "Salzufler Straße" Nr. 149 an der Salzufler Straße              | ca. 20 bis 22 m | 3,85 m      |
| 2.3-57   | Eiche       |                                       | ca. 350 m südwestlich des Gebäudes "Hillegosser Straße" Nr. 165 an einer Böschung               | ca. 16 bis 18 m | 3,90 m      |
| 2.3-52   | Eiche       |                                       | ca. 120 m südwestlich des Gebäudes "Bechterdisser Straße" Nr. 112                               | ca. 18 bis 20 m | 4,15 m      |
| 2.3-21   | Eiche       |                                       | südwestlich des Hauses "Kusenweg" Nr. 168                                                       | 18 bis 20 m     | 4,40 m      |
| 2.3-62   | Eiche       |                                       | ca. 60 m nordwestlich des Hauses "Oldentruper Straße" Nr. 219                                   | ca. 18 bis 20 m | 4,50 m      |
| 2.3-23   | Eiche       |                                       | ca. 40 m nordöstlich des Gebäudes "Kusenweg" Nr. 162 an einer Scheune                           | ca. 18 bis 20 m | 4,60 m      |
| 2.3-22   | Eiche       |                                       | ca. 250 m nordöstlich des Hauses "Kusenweg" Nr. 162 im freien Feld                              | ca. 20 bis 22 m | 4,90 m      |
| 2.3-61   | Buche       |                                       | ca. 100 m südwestlich des Gebäudes "Friedrich-Hagemann-Straße" Nr. 60 (Baderbachtal)            | ca. 22 bis 24 m | 5,10 m      |
| 2.3-81   | Hainbuche   |                                       | ca. 50 m südöstlich des Hauses "Rollkrugsiedlung" Nr. 17                                        |                 |             |
| 2.3-3    | Kastanie    |                                       | nordwestlich des Hauses "Herforder Straße" Nr. 636                                              |                 |             |
| 2.3-16   | Kastanie    |                                       | am Haus "Wiesenstraße" Nr.                                                                      | ca. 16 bis 20 m |             |
| 2.3-73   | Kastanie    |                                       | am Haus "Dingerdisser Heide" Nr. 40                                                             | ca. 18 bis 20 m |             |
| 2.3-86   | Kastanie    |                                       | nordöstlich des Gebäudes "An der Wesebreede" Nr. 55                                             | ca. 20 m        |             |
| 2.3-71   | Kastanie    |                                       | am Gebäude "Hillegosser Straße" Nr. 221                                                         | ca. 16 bis 18 m |             |
| 2.3-119  | Kastanie    |                                       | vor dem Gebäude Grenzweg Nr. 21                                                                 | ca. 14 bis 16 m |             |
| 2.3-4    | Linde       |                                       | nördlich des Hauses "Milser Straße" Nr. 128 an der Einfahrt                                     | ca. 18 bis 20 m |             |
| 2.3-55   | Linde       |                                       | nordöstlich des Hauses "Hillegosser Straße" Nr. 165                                             | 22 bis 26 m     |             |
| 2.3-36   | Linde       |                                       | nordöstlich des Hauses "Am Homersen" Nr. 23                                                     | ca. 12 bis 14 m |             |

### Baurechtlicher Außenbereich (Landschaftsplan Bielefeld-Senne)
Naturdenkmale:
| Nr.    | Baumart    | Bild       | Ort |
| ------ | ---------- | ---------- | --- |
| 2.3-1  | Stieleiche |            | am Hof Waterboer                                                                                        |
| 2.3-2  | Stieleiche |            | an der Waterboerstraße                                                                                  |
| 2.3-3  | Stieleiche |            | an der Paderborner Straße, östlich der Straßenbahnendhaltestelle in Senne                               |
| 2.3-4  | Stieleiche |            | am Haus Südheide Nr. 17 a                                                                               |
| 2.3-8  | Stieleiche |            | ca. 250 m nordöstlich der Heilstätte Senne am Waldrand                                                  |
| 2.3-9  | Stieleiche |            | an der Südostseite des Hauses Vennkampweg Nr. 6                                                         |
| 2.3-14 | Stieleiche |            | nördlich des Eisternfeldweges                                                                           |
| 2.3-17 | Stieleiche |            | südöstlich Haus Lohmannsweg Nr. 2                                                                       |
| 2.3-18 | Stieleiche | Stieleiche | nördlich eines Zufahrtsweges der Windelschen Rieselfelder zwischen Buschkamp- und Wilhelmsdorfer Straße |
| 2.3-19 | Stieleiche |            | am Haus Obelodenfeldweg Nr. 5                                                                           |
| 2.3-20 | Stieleiche |            | am Haus Sonnentauweg Nr. 25                                                                             |
| 2.3-21 | Stieleiche |            | am Fichtenhof                                                                                           |
| 2.3-22 | Stieleiche |            | am Hof Bethlehem                                                                                        |
| 2.3-24 | Rotbuche   |            | südlich des Hauses Bekelheider Straße Nr. 137 gegenüber der Hofeinfahrt Kleinebekel                     |
| 2.3-26 | Linde      |            | am Gutsweg zwischen Hof Waterboer und von Spiegel                                                       |
| 2.3-27 | Douglasie  |            | Zwillingsdouglasie westlich des Hofes von Spiegel                                                       |
| 2.3-30 | Rotbuche   |            | oberhalb der Osningstraße, südöstlich des Wirtshauses "Eiserner Anton"                                  |
| 2.3-37 | Buche      |            | zusammengewachsene Buche am Westhang des Eisgrundberges, östlich der Lämershagener Straße               |
| 2.3-39 | Stieleiche |            | am Landwehrbach                                                                                         |
| 2.3-40 | Buche      |            | mehrstämmige Buche am Bokeler Berg östlich der Osningstraße                                             |
| 2.3-41 | Kiefer     |            | ca. 35 m östlich der Lämershagener Straße                                                               |
| 2.3-42 | Stieleiche |            | östlich des Nordkampweges gegenüber dem Haus Nr. 12                                                     |
| 2.3-43 | Stieleiche |            | zwischen der L 756 und dem Hof Hoomann                                                                  |
| 2.3-44 | Stieleiche |            | am Ostkampweg/Ecke Am Schießstand                                                                       |
| 2.3-46 | Stieleiche |            | am Haus Westkampweg Nr. 90                                                                              |
| 2.3-49 | Stieleiche |            | zwischen der Bahnlinie Bielefeld-Paderborn, der A 33 und den Straßen Am Klosterteich und Kampstraße     |
| 2.3-51 | Stieleiche |            | westlich des Schütteshofes, Schopketalweg Nr. 59                                                        |
| 2.3-52 | Stieleiche |            | südöstlich vom Jugendheim Gretenvenn                                                                    |
| 2.3-53 | Stieleiche |            | etwa 130 m südwestlich des Jugendheimes Gretenvenn an der Südseite eines Weges.                         |
| 2.3-54 | Stieleiche |            | westlich des Hartshofes südwestlich der Wellbachstraße                                                  |
| 2.3-55 | Stieleiche |            | am Haus Heidegrundweg Nr. 67                                                                            |
| 2.3-58 | Stieleiche | Stieleiche | westlich des Haupthauses des Hofes Brakemann                                                            |
| 2.3-59 | Stieleiche |            | zwischen der Morsestraße und der Dalbker Allee                                                          |
| 2.3-60 | Stieleiche |            | am Strothbach (Gewässer 48) nordöstlich Friedrichshütte an der Verler Straße                            |

### Baurechtlicher Außenbereich (Landschaftsplan Bielefeld-West)
Naturdenkmale:
| Nr.     | Baumart      | Bild                      | Ort                                                                                         |
| ------- | ------------ | ------------------------- | ------------------------------------------------------------------------------------------- |
| 2.3-3   | Stieleiche   |                           | am Schlottkamp                                                                              |
| 2.3-5   | Stieleiche   |                           | auf dem Gelände des Hofes Ellersiek                                                         |
| 2.3-6   | Hainbuche    |                           | nördlich der Eickumer Straße vor dem Kotten östlich des Hofes Kraak                         |
| 2.3-11  | Trauerbuche  |                           | im Garten des Hofes Dreekmann                                                               |
| 2.3-12  | Eiche        |                           | auf dem Gelände des Hofes Meyer zu Jöllenbeck                                               |
| 2.3-17  | Linde        |                           | an einem Kotten im Niedernfeld                                                              |
| 2.3-19  | Linde        |                           | im Hofbereich Wilkenhöner                                                                   |
| 2.3-23  | Apfelbaum    |                           | 126 Jahre alter Apfelbaum im südlichen Hintergelände des Wörheider Weges                    |
| 2.3-28  | Rosskastanie |                           | nördlich der Schloßstraße                                                                   |
| 2.3-30  | Eiche        |                           | nordwestlich der Hofstelle Niederhorstkotte                                                 |
| 2.3-32  | Linde        |                           | zweistämmige Linde nördlich Telgenbrink                                                     |
| 2.3-33  | Eiche        |                           | westlich eines Kottens am Hönings Rott                                                      |
| 2.3-35  | Eiche        |                           | an der nordwestlichen Grundstücksgrenze Engersche Straße 43                                 |
| 2.3-36  | Eiche        |                           | an der Engerschen Straße                                                                    |
| 2.3-37  | Linde        |                           | östlich der Meerbruchstraße                                                                 |
| 2.3-41  | Traueresche  |                           | im Garten des Hofes Meyer zur Müdehorst                                                     |
| 2.3-42  | Blutbuche    |                           | an der Ecke Theesener Straße / Zur Bülte                                                    |
| 2.3-43  | Stieleiche   |                           | an der Straße Zur Bülte                                                                     |
| 2.3-44  | Stieleiche   |                           | an der Straße Zur Bülte                                                                     |
| 2.3-47  | Stieleiche   |                           | an der Straße Moorbachtal                                                                   |
| 2.3-49  | Eiche        |                           | am Hasenpatt/Bardenhorst                                                                    |
| 2.3-50  | Stieleiche   |                           | an der Zufahrt zum Grundstück Vilsendorfer Straße 317                                       |
| 2.3-52  | Buche        |                           | an der südlichen Zufahrt der Hofstelle Höner zu Altenschildesche                            |
| 2.3-53  | Buche        |                           | innerhalb des Hofkomplexes Steinsiek                                                        |
| 2.3-57  | Linde        |                           | einschließlich der anschließenden Magerwiese, Flurstücke: VI/1/400, 401                     |
| 2.3-58  | Hainbuche    |                           | und eine Eiche westlich des Jölletales, südlich Oelmanns Hof                                |
| 2.3-59  | Eiche        |                           | an der Babenhauser Straße                                                                   |
| 2.3-61  | Stieleiche   |                           | nördlich des Obersees                                                                       |
| 2.3-65  | Eiche        |                           | nördlich der Hofstelle "Hegerfeld"                                                          |
| 2.3-70  | Eiche        |                           | an der Zufahrt eines Anwesens südlich des Horstbachtales                                    |
| 2.3-72  | Eiche        |                           | südlich des Kottens an der Hofstelle Tatenhorst                                             |
| 2.3-74  | Linde        |                           | im Kleingartengelände an der Werther Straße                                                 |
| 2.3-77  | Linde        |                           | nördlich des Hofes Meyer zu Hoberge                                                         |
| 2.3-78  | Stieleiche   |                           | an der Südostseite des Hofes Meyer zu Hoberge                                               |
| 2.3-81  | Hainbuche    |                           | Dreistämmige Hainbuche im Quellbereich des Johannisbaches                                   |
| 2.3-82  | Linde        |                           | im Tierpark Olderdissen                                                                     |
| 2.3-83  | Eiche        |                           | rund 250 m südlich Meyer zu Olderdissen                                                     |
| 2.3-87  | Rotbuche     |                           | am Johannisberg                                                                             |
| 2.3-92  | Stieleiche   | Klasing's Gedächtniseiche | (brennerige Eiche / Klasing's Gedächtniseiche) am Weg zur Hünenburg                         |
| 2.3-93  | Bergulme     |                           | auf der Nordseite des Kammweges im Bereich des Jostberges / Abt. 8 c, (Stadtwald Bielefeld) |
| 2.3-95  | Buche        |                           | Sechsstämmige Buche am Südrand "Kahler Berg"                                                |
| 2.3-100 | Eiche        |                           | südlich der Hofstelle Niederquelle                                                          |
| 2.3-101 | Stieleiche   |                           | südlich der Carl-Severing-Straße am Ostufer des Lichtebaches                                |
| 2.3-104 | Rotbuche     |                           | auf der Westseite des Weges "Niemöllershof"                                                 |
| 2.3-106 | Stieleiche   |                           | östlich der Umlostraße                                                                      |
| 2.3-113 | Eiche        |                           | nördlich des Kottens der Hofstelle Krüger                                                   |
| 2.3-114 | Eiche        |                           | im quellnahen Bereich des Sunderbaches                                                      |
| 2.3-116 | Eiche        |                           | südlich eines Wohnhauses an der Bokelstraße                                                 |
| 2.3-117 | Eiche        |                           | im Hinnenkamp nördlich eines Wohnhauses                                                     |

## Baumgruppen

### Baurechtlicher Innenbereich
Naturdenkmale:
| Nummer   | Denkmalart | Anzahl und Baumart | Bild                          | Ort                                           | Geschätztes Alter (2007) | Stammumfang    | Ergänzungen                                                           |
| -------- | ---------- | ------------------ | ----------------------------- | --------------------------------------------- | ------------------------ | -------------- | --------------------------------------------------------------------- |
| BRA-B001 | Baumgruppe | 2 Eichen           |                               | Brackwede, Marienfelder Straße 97 ⊙           | 175 Jahre                | 266 und 332 cm | 2007 noch 3 Eichen                                                    |
| DOR-B006 | Baumgruppe | 3 Eichen           |                               | Dornberg, Babenhausener Straße 147 ⊙          | 177 Jahre                | 380 bis 410 cm | Eichengruppe an ehemaliger Hofstelle                                  |
| GAD-B011 | Baumgruppe | 1 Buche, 2 Eichen  |                               | Gadderbaum, Maraweg 15 ⊙                      | 120 Jahre                | 360 cm         |                                                                       |
| HEE-B017 | Baumgruppe | 2 Eichen           |                               | Heepen, Borriesstraße ⊙                       | 157 Jahre                | 290-350 cm     |                                                                       |
| HEE-B026 | Baumgruppe | 6 Eichen           |                               | Heepen, Rüggesiek 26 ⊙                        | 157 Jahre                | 280 bis 330 cm |                                                                       |
| HEE-B027 | Baumgruppe | 2 Eichen           |                               | Heepen, Salzufler Straße 128 ⊙                | 216 Jahre                | 355 bis 390 cm |                                                                       |
| HEE-B028 | Baumgruppe | 3 Eichen           | An den Eichen Wefelshof       | Heepen, Wefelshof 9 ⊙                         | 155 Jahre                | 240 bis 315 cm |                                                                       |
| JOE-B031 | Baumgruppe | 3 Eichen           |                               | Jöllenbeck, Dorfstraße ⊙                      | 185 Jahre                | 253 bis 375 cm |                                                                       |
| MIT-B040 | Baumgruppe | 2 Blutbuchen       | 2 Blutbuchen, Am Sparrenberg  | Mitte, Am Sparrenberg 2c ⊙                    | 155 Jahre                | 314 bis 351 cm |                                                                       |
| MIT-B050 | Baumgruppe | 5 Buchen           |                               | Mitte, Luisenstr. 18a ⊙                       | 135 Jahre                | 190 bis 340 cm |                                                                       |
| SCH-B063 | Baumgruppe | 2 Linden           |                               | Schildesche, Beckhausstraße 260 ⊙             | 250 Jahre                | 408 und 432 cm |                                                                       |
| SCH-B066 | Baumgruppe | 2 Eichen           |                               | Schildesche, Morgenbreede 45 ⊙                | 215 bis 265 Jahre        | 350 cm         | 2007 noch 3: 3. Eiche = Solitärbaum SCH-B067                          |
| SCH-B068 | Baumgruppe | 2 Eichen           |                               | Schildesche, Niederfeldstraße 20 ⊙            | 195 Jahre                | 370 cm         |                                                                       |
| SCH-B069 | Baumgruppe | 5 Eichen           |                               | Schildesche, Pfälzer Straße 71 ⊙              | 155 Jahre                | 217 bis 340 cm | 2 Linden, nicht Eichen, als Einzelbäume verordnet: SCH-B070, SCH-B071 |
| SCH-B076 | Baumgruppe | 2 Eichen           |                               | Schildesche, Weihestraße 4 ⊙                  | 180 Jahre                | 400 cm         |                                                                       |
| MIT-B097 | Baumgruppe | 2 Kastanien        | 2 Kastanien Bromberger Straße | Mitte, Bromberger Straße, Ecke Königsbrügge ⊙ | 155 Jahre                | 351 und 314 cm |                                                                       |

### Baurechtlicher Außenbereich (Landschaftsplan Bielefeld-Ost)
Naturdenkmale:
| Nr.     | Denkmalart  | Anzahl und Baumart                                              | Ort | Höhe            | Stammumfang         |
| ------- | ----------- | --------------------------------------------------------------- | --- | --------------- | ------------------- |
| 2.3-110 | Baumgruppe  | 3 Eichen                                                        | süd- bzw. südöstlich des Gebäudes "Bodelschwinghstraße" Nr. 79                                                       | ca. 16 bis 18 m |                     |
| 2.3-14  | Baumgruppe  | 4 Eichen                                                        | ca. 150 m südwestlich des Hauses "Wiesenstraße" Nr. 31                                                               | ca. 14 bis 16 m |                     |
| 2.3-17  | Baumgruppe  | 2 Eichen                                                        | südöstlich des Hauses "Wiesenstraße" Nr. 53                                                                          | ca. 16 bis 20 m |                     |
| 2.3-30  | Baumgruppe  | 3 Eichen, 1 Kastanie, 1 Buche                                   | westlich bzw. nordwestlich des Hauses "Schelpmilser Weg"                                                             | ca. 16 bis 20 m |                     |
| 2.3-39  | Baumreihe   | 10 Eichen                                                       | südlich des Hauses "Heeper Straße" Nr. 370                                                                           | ca. 18 bis 20 m |                     |
| 2.3-97  | Baumgruppe  | 3 Eichen                                                        | südlich des Hauses "Jagdweg" Nr. 114 a                                                                               | ca. 18 bis 24 m |                     |
| 2.3-96  | Baumreihe   | 5 Eichen                                                        | nordöstlich des Hauses "Jagdweg" Nr. 114 a                                                                           | ca. 18 bis 26 m |                     |
| 2.3-76  | Baumgruppe  | 2 Linden                                                        | südlich des Hauses "Linnenstraße" Nr. 73                                                                             | ca. 20 bis 22 m |                     |
| 2.3-31  | Baumgruppe  | 4 Eichen                                                        | nordwestlich des Gebäudes "Schelpmilser Weg" Nr. 26 b                                                                | ca. 20 m        |                     |
| 2.3-37  | Allee       | 21 Platanen                                                     | westlich bis nördlich des Gebäudes "Heeper Straße" Nr. 374                                                           | ca. 16 bis 20 m | 1,70 bis 2,70 m     |
| 2.3-38  | Allee       | 16 Eichen                                                       | südwestlich des Gebäudes "Heeper Straße" Nr. 374                                                                     | ca. 12 bis 20 m | 1,70 bis 3,45 m     |
| 2.3-50  | Baumgruppe  | 2 Eichen                                                        | ca. 70 m nordwestlich des Hauses "Evenhauser Straße" Nr. 7                                                           | ca. 14 bis 18 m | 2,55 u. 3,20 m      |
| 2.3-27  | Baumgruppe  | 2 Eichen                                                        | ca. 150 m südöstlich des Hauses "Schelpmilser Weg" Nr. 22 am östlichen Lutterufer                                    | ca. 14 bis 18 m | 2,60 u. 3,60 m      |
| 2.3-80  | Baumgruppe  | 2 Tulpenbäume                                                   | südwestlich der ev. Kirche in Ubbedissen auf dem Friedhof                                                            | ca. 24 bis 30 m | 3,30 bis 3,70 m     |
| 2.3-115 | Baumgruppe  | 2 Eichen                                                        | nordwestlich des Gebäudes "Quellenhofweg" Nr. 129/131                                                                | ca. 18 bis 22 m | 4,10 u. 4,25 m      |
| 2.3-117 | Baumbestand | 2 Linden, 2 Kastanien, 1 Erle, 1 Ahorn, 1 Buche                 | bei Brand's Busch | ca. 20 bis 26 m | bis 3,90 m          |
| 2.3-47  | Baumreihe   | 40 Eichen                                                       | ca. 200 m östlich bis 400 m südöstlich des Hauses "Kuckucksweg" Nr. 31 an der westlichen Böschung des Baderbachtales | ca. 14 bis 22 m | von 1,60 bis 4,00 m |
| 2.3-32  | Baumreihe   | 4 Eichen                                                        | ca. 100 m nordwestlich des Gebäudes "Schelpmilser Weg" Nr. 41                                                        | ca. 18 bis 25 m | von 2,20 bis 2,90 m |
| 2.3-33  | Baumgruppe  | 3 Eichen mit Ahorn-, Weißdorn-, Schlehen-, Hainbuchenunterwuchs | ca. 150 m nordöstlich des Hauses "Kusenweg" Nr. 45                                                                   | ca. 16 bis 18 m | von 2,20 bis 3,00 m |
| 2.3-58  | Baumgruppe  | 1 Esche, 1 Hainbuche                                            | nordöstlich des Hauses "Bechterdisser Straße" Nr. 2                                                                  | ca. 10 bis 16 m |                     |
| 2.3-77  | Baumgruppe  | 1 Kastanie, 1 Linde                                             | nordöstlich des Gebäudes "Hörster Straße" Nr. 42 bis 46                                                              | ca. 14 bis 16 m |                     |
| 2.3-88  | Baumgruppe  | 1 Kastanien, 1 Linde                                            | nördlich des Gebäudes "Oerlinghauser Straße" Nr. 99                                                                  | ca. 18 bis 20 m |                     |
| 2.3-78  | Baumgruppe  | 1 Linde, 1 Kastanie                                             | vor dem Gebäude "Detmolder Straße" Nr. 715                                                                           | ca. 12 bis 18 m |                     |
| 2.3-56  | Baumallee   | 15 Linden, 2 Kastanien                                          | an der Zufahrt zum Hof "Hillegosser Straße" Nr. 165                                                                  | ca. 18 bis 20 m |                     |
| 2.3-13  | Baumgruppe  | 2 Eichen                                                        | nordwestlich des Hauses "Wiesenstraße" Nr. 25                                                                        | ca. 14 bis 16 m |                     |
| 2.3-75  | Baumgruppe  | 2 Eichen                                                        | südlich des Gebäudes "Bollstraße" Nr. 87                                                                             | ca. 18 bis 20 m |                     |
| 2.3-102 | Baumgruppe  | 2 Eichen                                                        | südwestlich der Gebäude "Am Siebrassenhof" Nr. 41 a                                                                  | ca. 18 bis 20 m |                     |
| 2.3-103 | Baumgruppe  | 2 Eichen                                                        | ca. 100 m südöstlich der Gebäude "Am Siebrassenhof" Nr. 41 a                                                         | ca. 18 bis 20 m |                     |

### Baurechtlicher Außenbereich (Landschaftsplan Bielefeld-Senne)
Naturdenkmale:
| Nr.    | Denkmalart | Bild       | Anzahl und Baumart | Ort                                                        |
| ------ | ---------- | ---------- | ------------------ | ---------------------------------------------------------- |
| 2.3-10 | Baumreihe  |            | 10 Stieleichen     | am Haus Korbacher Str. Nr. 13                              |
| 2.3-11 | Baumgruppe |            | 4 Hof-Stieleichen  | am Haus Korbacher Straße Nr. 13                            |
| 2.3-15 | Baumgruppe |            | 6 Stieleichen      | auf dem Gelände des Hofes Windel                           |
| 2.3-38 | Baumgruppe | Baumgruppe | 2 Stieleichen      | am Parkplatz Togdrang westlich der Osningstraße            |
| 2.3-45 | Baumreihe  |            | 14 Stieleichen     | am Südkampweg, Ecke Westkampweg westlich vom Schillingshof |
| 2.3-48 | Baumgruppe |            | 6 Alteichen        | nordöstlich einer Gärtnerei am Dissenkamp                  |
| 2.3-50 | Baumgruppe |            | 2 Stieleichen      | nördlich des Schütteshofes, Schopketalweg Nr. 59           |

### Baurechtlicher Außenbereich (Landschaftsplan Bielefeld-West)
Naturdenkmale:
| Nr.     | Denkmalart | Anzahl und Baumart                                                | Ort                                                                                                 |
| ------- | ---------- | ----------------------------------------------------------------- | --------------------------------------------------------------------------------------------------- |
| 2.3-2   | Baumgruppe | 1 Esche, 1 Blutbuche, 2 Blutbuchen, 1 Weißdornhecke, 1 Stieleiche | am Teich auf dem Gelände des Hofes Bargholz.                                                        |
| 2.3-4   | Baumgruppe | 2 Rosskastanien                                                   | links und rechts einer Hofeinfahrt am Wirtschaftsweg Hemighold                                      |
| 2.3-7   | Baumgruppe | 2 Eichen                                                          | auf dem Gelände des Hofes Perrey südlich der Eickumer Straße                                        |
| 2.3-8   | Baumgruppe | 2 Eiben, 1 Trauerbuche                                            | nördlich des Wohnhauses Meyer zu Bargholz                                                           |
| 2.3-9   | Baumgruppe | 1 Linde, 1 Kastanie                                               | an der südöstlichen Zufahrt des Hofes Meyer zu Bargholz                                             |
| 2.3-14  | Baumgruppe | 2 Linden                                                          | an der Nordseite eines ehemaligen Bauernhofes am Belzweg                                            |
| 2.3-15  | Baumgruppe | 3 Rotbuchen                                                       | westlich und östlich des Hasenpatts am Jölletal                                                     |
| 2.3-16  | Baumgruppe | 5 Eichen, 1 Rotbuche                                              | auf der südlichen Böschung des Jölletales                                                           |
| 2.3-18  | Baumgruppe | 3 Linden                                                          | auf dem Gelände des Hofes Upmeier                                                                   |
| 2.3-22  | Baumgruppe | 2 Linden, 1 Eiche                                                 | auf der Westseite des Hofes Henrichsmeier sowie vier Linden an der Ostseite                         |
| 2.3-24  | Baumgruppe | 2 Eichen                                                          | im Bereich des Hofes Hauptmann                                                                      |
| 2.3-26  | Baumgruppe | 3 Rotbuchen                                                       | an einem Siek westlich der Stedefreunder Straße                                                     |
| 2.3-27  | Baumgruppe | 2 Eichen                                                          | an einem Kotten südlich der Beckendorfer Straße                                                     |
| 2.3-34  | Baumgruppe | 4 Eichen                                                          | nördlich und westlich eines ehemaligen Kottens im Hönings Rott                                      |
| 2.3-38  | Baumgruppe | 2 Eichen                                                          | an der Nordwestseite des Hofes Höner zu Guntenhausen                                                |
| 2.3-39  | Baumgruppe | 2 Robinien                                                        | links und rechts der südlichen Zufahrt zum Hof Guntemeyer                                           |
| 2.3-40  | Baumgruppe | 3 Stieleichen, 1 Bergahorn                                        | an dem Kotten östlich der Hofstelle Gehring                                                         |
| 2.3-45  | Baumgruppe | 2 Trauerbuchen, 2 Blutbuchen, 1 Stieleiche                        | vor einem landwirtschaftlichen Hauptgebäude westlich der Straße "Im Dorfe" und östlich des Gebäudes |
| 2.3-48  | Baumgruppe | 2 Linden                                                          | südlich eines Kottens an der Straße Krummer Weg                                                     |
| 2.3-51  | Baumgruppe | 2 Eichen                                                          | im Hofbereich Upmeier                                                                               |
| 2.3-56  | Baumgruppe | 4 Eichen, 1 Buche                                                 | im westlichen Bereich des Hofes Tellmann sowie östlich vor dem Haupthaus                            |
| 2.3-60  | Baumgruppe | 13 Eichen                                                         | östlich eines ehemaligen Kottens an der Unteren Wende                                               |
| 2.3-66  | Baumgruppe | 2 Linden                                                          | an der Westseite des Haupthauses Hof Meyer zu Westerhausen                                          |
| 2.3-88  | Baumgruppe | 2 Eichen, 2 Rotbuchen                                             | am Johannisberg                                                                                     |
| 2.3-69  | Baumgruppe | 2 Winterlinden                                                    | an der nordwestlichen bzw. östlichen Grundstücksgrenze des Hofes Heidemeyer                         |
| 2.3-71  | Baumgruppe | 2 Eichen                                                          | im südlichen Bereich eines Anwesens nördlich des Horstbachtales                                     |
| 2.3-91  | Baumgruppe | mehrere Hutebuchen                                                | westlich der Hünenburg                                                                              |
| 2.3-98  | Baumgruppe | 2 Eichen                                                          | im nördlichen Hofbereich Meyer zu Borgsen                                                           |
| 2.3-99  | Baumgruppe | 2 Stieleichen                                                     | innerhalb eines Gehölzriegels an der Osnabrücker Straße                                             |
| 2.3-105 | Baumgruppe | 2 Stieleichen                                                     | westlich der Umlostraße                                                                             |
| 2.3-108 | Baumgruppe | 2 Eichen                                                          | nördlich des Kottens Schoppenhof 2                                                                  |
| 2.3-115 | Baumgruppe | 2 Eichen                                                          | im Hofbereich Schulte in den Bäumen                                                                 |
| 2.3-102 | Baumgruppe | 26 Stieleichen, 1 Rotbuche                                        | auf dem Verkehrsübungsplatz Brackwede-Quelle                                                        |

## Geologische Naturdenkmale

### Baurechtlicher Innenbereich
Naturdenkmale:
| Nummer    | Denkmalart              | Anzahl | Ort                                 | Umfang                                    | Ergänzungen                                                                 |
| --------- | ----------------------- | ------ | ----------------------------------- | ----------------------------------------- | --------------------------------------------------------------------------- |
| DOR-G007  | Findling                | 1      | Dornberg, Rudower Straße ⊙          | 5,20 m                                    |                                                                             |
| DOR-G009  | Findlingsgruppe         | 7      | Dornberg, Werther Straße ⊙          | max. 3,50 m                               |                                                                             |
| GAD-G010  | Konglomeratblöcke       | 4      | Gadderbaum, Landgrafweg ⊙           | 1,25 bis 2,90 m                           |                                                                             |
| HEE-G013  | Findling                | 1      | Heepen, Am Bohnenkamp 13-15 ⊙       | 8,15 m                                    |                                                                             |
| HEE-G014  | Findling                | 1      | Heepen, Am Wellbach 8 ⊙             |                                           | H: 4,20 m, B: 2,80 m, T: 3,90, größter Findling der Region (Gewicht: 117 t) |
| HEE-G015  | Findling                | 1      | Heepen, Am Wellbach 55 ⊙            | Granit, Umfang 5,80 m, Durchmesser 2,10 m |                                                                             |
| HEE-G019  | Findling                | 1      | Heepen, Hillegosser Straße 78 ⊙     | 4,60 m                                    |                                                                             |
| HEE-K023  | 1 Eiche und 5 Findlinge | 5      | Heepen, Meckauerstraße 34 ⊙         | 1,80 bis 2,50 m                           | Eiche: 265 Jahre alt, Umfang 460 cm.                                        |
| HEE-G024  | Findlingsgruppe, Eiche  | 4      | Heepen, Milser Straße 42/44 ⊙       | 2 bis 3,25 m                              | Eiche: 165 Jahre alt (380 cm Umfang)                                        |
| MIT-G039  | Findling                | 1      | Mitte, Am Finkenbach ⊙              | 2,00 m                                    |                                                                             |
| MIT-G042  | Findling                | 1      | Mitte, Artur-Ladebeck-Straße 8 ⊙    | ?                                         |                                                                             |
| MIT-G046  | Findling                | 1      | Mitte, Diesterwegstraße 63 ⊙        | 4,80 m                                    |                                                                             |
| MIT-G053  | Findling                | 1      | Mitte, Oelmühlenstraße 26 ⊙         | 8,70 m                                    |                                                                             |
| MIT-G054  | Findlingsgruppe         | 2      | Mitte, Otto-Brenner-Straße ⊙        | 4,10 bis 5,40 m                           |                                                                             |
| SCH-G074  | Findling                | 1      | Schildesche, Sudbrackstraße ⊙       | 4,40 m                                    |                                                                             |
| SST-G081  | Findling                | 1      | Sennestadt, Lahnweg ⊙               | 3,60 m                                    |                                                                             |
| STI-G083  | Findling                | 1      | Stieghorst, Gräfinghagener Straße ⊙ | 3,60 m                                    |                                                                             |
| STI-G085  | Keupergrube             | 1      | Stieghorst, Lipper Hellweg ⊙        | ?                                         |                                                                             |
| STI-G086  | Findlingsgruppe         | 3      | Stieghorst, Neue Straße 13 ⊙        | 2,50; 3,00 und 6,00 m                     |                                                                             |
| STI-G087  | Findling                | 1      | Stieghorst, Stralsunder Straße 5 ⊙  | 6,25 m                                    |                                                                             |
| SCH-G088  | Findlingsgruppe         | 2      | Schildesche, Erfahrung 26 ⊙         | ?                                         |                                                                             |
| DOR-G089a | Findlingsgruppe         | 17     | Dornberg, Tegeler Weg ⊙             | ?                                         | 16 in einer Gruppe (DOR-G089a), 1 einzeln liegend (DOR-G089b)               |
| DOR-G089b | Findlingsgruppe         | 17     | Dornberg, Tegeler Weg ⊙             | ?                                         | 16 in einer Gruppe (DOR-G089a), 1 einzeln liegend (DOR-G089b)               |
| MIT-G090  | Findling                | 1      | Mitte, Kreuzstraße 20 ⊙             | ?                                         | "Bielefels", im April 2016 an der Jöllenbecker Straße gefunden.             |
| MIT-G091  | Findlingsgruppe         | 9      | Mitte, Bleichstraße ⊙               | ?                                         |                                                                             |

### Baurechtlicher Außenbereich (Landschaftsplan Bielefeld-Ost)
Naturdenkmale:
| Nr.     | Denkmalart      | Anzahl | Ort | Durchmesser     | Umfang | Breite  | Länge    |
| ------- | --------------- | ------ | --- | --------------- | ------ | ------- | -------- |
| 2.3-87  | Quelle          | 1      | auf dem Hof "Beste"                                                                                          |                 |        |         |          |
| 2.3-90  | Quelle          | 1      | Siekmann'sche Quelle in Hillegossen                                                                          |                 |        |         |          |
| 2.3-112 | Steinbruch      | 1      | ca. 130 m südwestlich der Straßeneinmündung "Bodelschwinghstraße / Eggeweg" an der Bodelschwinghstraße       |                 |        |         |          |
| 2.3-113 | Steinbruch      | 1      | ca. 180 m südwestlich der Straßeneinmündung "Bodelschwinghstraße / Quellenhofweg" an der Bodelschwinghstraße |                 |        |         |          |
| 2.3-114 | Steinbruch      | 1      | ca. 50 m nördlich der Straßenmündung "Bodelschwinghstraße/Quellenhofweg" am Quellenhofweg                    |                 |        |         |          |
| 2.3-120 | Felsblock       | 1      | ca. 50 m südlich des Gebäudes "Promenade" Nr. 10                                                             |                 |        | ca. 5 m | ca. 22 m |
| 2.3-104 | Felswand        | 1      | ca. 250 m südwestlich des Gebäudes "Am Schiffberge" Nr. 49 im Steinbruch                                     |                 |        |         |          |
| 2.3-24  | Findling        | 1      | ca. 50 m westlich des Gebäudes "Kusenweg" Nr. 162                                                            |                 | 4,25 m |         |          |
| 2.3-48  | Findling        | 1      | ca. 35 m westlich des Hauses "Rotkehlchenweg" Nr. 10                                                         | 1,70 m          | 4,00 m |         |          |
| 2.3-93  | Findling        | 1      | ca. 71 m nördlich des Gebäudes "Selhausenstraße" Nr. 12/14                                                   | 1,95 m          | 5,00 m |         |          |
| 2.3-99  | Findling        | 1      | ca. 90 m westlich der westlichen Hausverlängerung des Hauses "Osningstraße" Nr. 224 a am Fußweg              | 2,30 m          | 6,50 m |         |          |
| 2.3-108 | Quelle          | 1      | ca. 80 m südwestlich des Hauses Oetzer Weg Nr. 9 an einer Böschung                                           |                 |        |         |          |
| 2.3-94  | Findlingsgruppe | 18     | ca. 110 m nördlich des Gebäudes "Selhausenstraße" Nr. 12/14                                                  | 0,50 bis 1,50 m |        |         |          |

### Baurechtlicher Außenbereich (Landschaftsplan Bielefeld-Senne)
Naturdenkmale:
| Nr.    | Denkmalart              | Bild                                                           | Ort                                                                                 |
| ------ | ----------------------- | -------------------------------------------------------------- | ----------------------------------------------------------------------------------- |
| 2.3-5  | Düne                    | Flugsanddünenzug zwischen Brinkstraße und dem Bogenschießstand | Bewaldete Flugsanddüne zwischen dem Senner Waldbad und der Brinkstraße              |
| 2.3-6  | Dünenzug                | Flugsanddünenzug zwischen Brinkstraße und dem Bogenschießstand | Teilweise bewaldeter Flugsanddünenzug zwischen Brinkstraße und dem Bogenschießstand |
| 2.3-7  | Düne                    | Flugsanddüne südlich des Flugplatzes Windelsbleiche            | Bewaldete Flugsanddüne südlich des Flugplatzes Windelsbleiche                       |
| 2.3-12 | Düne                    |                                                                | Bewaldete Flugsanddüne zwischen Krackser Straße und Siekkamp                        |
| 2.3-13 | Düne                    |                                                                | Bewaldete Flugsanddüne westlich der Krackser Straße                                 |
| 2.3-23 | Ausblaswanne            |                                                                | südöstlich Kleinebekel                                                              |
| 2.3-25 | Quelle                  |                                                                | Fichtenschluchtquelle am Waterboerbach nördlich des Hofes von Spiegel               |
| 2.3-28 | Quelle                  |                                                                | Obere Eggebachquelle nordöstlich des Hofes von Spiegel                              |
| 2.3-29 | Geologischer Aufschluss | Sandsteinbruch in der Kahlen Egge                              | in der Kahlen Egge südlich des Hermannsweges ⊙                                      |
| 2.3-31 | Geologischer Aufschluss | Flammenmergelsteinbruch im Zwergental                          | im Drekpful nordöstlich des Hellegrundsberges ⊙                                     |
| 2.3-32 | Geologischer Aufschluss |                                                                | am Südhang des Ebbergs, nördlich des Hellegrundsberges                              |
| 2.3-33 | Quelle                  |                                                                | Laubquelle der Bullerbeeke nördlich des Hauses Lämershagener Straße 205             |
| 2.3-34 | Quelle                  |                                                                | Bollerspringquelle der Bullerbeeke nördlich des Hauses Lämershagener Straße 225.    |
| 2.3-35 | Geologischer Aufschluss |                                                                | an der Laucksegge westlich der Osningstraße                                         |
| 2.3-36 | Höhle                   | Höhle                                                          | Zwergenhöhle am Jostmeiersberg                                                      |
| 2.3-44 | Düne                    | Sanddüne am Ostkamp                                            | Sanddüne Ostkamp ⊙                                                                  |
| 2.3-47 | Düne                    | Flugsanddüne                                                   | Bewaldete Flugsanddüne in Sennestadt östlich der Lämershagener Straße               |
| 2.3-57 | Ausblaswanne            | Ausblaswanne                                                   | Bewaldete Ausblaswanne nördlich des Hofes Brakemann                                 |

### Baurechtlicher Außenbereich (Landschaftsplan Bielefeld-West)
Naturdenkmale:
| Nr.     | Denkmalart              | Bild         | Ort |
| ------- | ----------------------- | ------------ | --- |
| 2.3-63  | Quelle                  |              | Sickerquelle nördlich der Straße "Am Petersberg" mit Vorkommen des Riesenschachtelhalmes (Equisetum telmateia)       |
| 2.3-64  | Quelle                  |              | Sturzquelle des Zechenbaches westlich des Pfarrhauses in Kirchdornberg                                               |
| 2.3-67  | Steinbruch              |              | Ehemaliger Steinbruch des unteren Muschelkalkes am Finkenberg                                                        |
| 2.3-68  | Tongrube                |              | Ehemalige Tongrube Sudbrack                                                                                          |
| 2.3-75  | Geologischer Aufschluss |              | im Langen Grund zwischen Stecklenbrink und Ochsenberg                                                                |
| 2.3-76  | Quelle, Niederwald      |              | Sickerquellen und Niederwaldreste am Palsterkamper Berg                                                              |
| 2.3-79  | Quelle                  |              | Sennbergquelle an der Bergstraße                                                                                     |
| 2.3-84  | Quelle                  |              | Quellbereich des namenlosen Gewässers 21.13.02 nördlich der Freiligrathstraße                                        |
| 2.3-85  | Plattbinsen-Rasen       |              | am Westufer des Teiches Johannistal/Freiligrathstraße                                                                |
| 2.3-89  | Steinbruch              |              | Ehemaliger Sandsteinbruch westlich der Hünenburgstraße (südlicher Bruch)                                             |
| 2.3-90  | Steinbruch              |              | Ehemaliger Sandsteinbruch westlich der Hünenburgstraße (nördlicher Bruch)                                            |
| 2.3-94  | Geologischer Aufschluss |              | Als Hohlweg in Erscheinung tretender geologischer Aufschluss am alten Haller Weg                                     |
| 2.3-97  | Silikattrockenrasen     |              | auf einer Böschung im "Sauren Feld" einschließlich eines 2 m breiten Schutzstreifens nördlich der Böschungsoberkante |
| 2.3-103 | Quelle                  | Lutterquelle | Lutterquelle mit anschließendem Erlenbruchwald                                                                       |